# Diamantino Miranda
Diamantino Manuel Fernandes Miranda (Moita, 3 agosto 1959) è un allenatore di calcio ed ex calciatore portoghese, di ruolo centrocampista.

## Palmarès

### Giocatore

#### Competizioni nazionali
- Campionato portoghese: 4

Benfica: 1982-83, 1983-84, 1986-87, 1988-89
- Coppa di Portogallo: 6

Benfica: 1979-80, 1982-83, 1984-85, 1985-86, 1986-87
Vitória Setúbal: 1991-1992
- Supercoppa di Portogallo: 3

Benfica: 1985, 1989
Vitória Setúbal: 1992